# Rangenmühle (Flachslanden)
Rangenmühle (fränkisch: Ranga-mil) ist ein Gemeindeteil des Marktes Flachslanden im Landkreis Ansbach (Mittelfranken, Bayern). Rangenmühle liegt in der Gemarkung Kettenhöfstetten.

## Geografie
Die Einöde liegt weniger als einen halben Kilometer nach dem Dorf Borsbach und einen Kilometer vor dem Weiler Kellern an dessen Mündung am Borsbach, einem linken Zufluss der Fränkischen Rezat. Im Süden grenzt der Forst Birkenfels auf dem 488 m ü. NHN hohen Heßberg an, 0,5 km nordwestlich liegt das viel kleinere Kellerholz auf bis zu 463 m ü. NHN.
Eine Gemeindeverbindungsstraße führt nach Borsbach zur Kreisstraße AN 21 (0,4 km nordöstlich) bzw. nach Kellern (1 km westlich).

## Geschichte
Der Ort wurde 1536 als „Rangenmuel“ erstmals urkundlich erwähnt. Der Ortsname bedeutet Mühle am Berghang.
Gegen Ende des 18. Jahrhunderts gehörte die Rangenmühle zur Realgemeinde Borsbach. Die Mühle hatte das brandenburg-ansbachische Vogtamt Birkenfels als Grundherrn. Unter der preußischen Verwaltung (1792–1806) des Fürstentums Ansbach erhielt die Rangenmühle die Hausnummer 24 des Ortes Borsbach. Von 1797 bis 1808 unterstand der Ort dem Justiz- und Kammeramt Ansbach.
Im Rahmen des Gemeindeedikts wurde die Rangenmühle dem 1808 gebildeten Steuerdistrikt Flachslanden und der 1811 gegründeten Ruralgemeinde Flachslanden zugeordnet. Am 24. August 1830 wurde die Rangenmühle in die neu gebildete Gemeinde Kettenhöfstetten umgemeindet. Im Zuge der Gebietsreform in Bayern wurde diese am 1. Januar 1972 wieder in den Markt Flachslanden eingegliedert.

### Ehemaliges Baudenkmal
- Zweigeschossiger Bau des 18. Jahrhunderts mit verputzten Fachwerkobergeschossen und Walmdach[14]

### Einwohnerentwicklung
| Jahr      | 001818 | 001840 | 001861 | 001871 | 001885 | 001900 | 001925 | 001950 | 001961 | 001970 | 001987 |
| Einwohner | 4      | 9      | *      | 15     | 8      | 11     | 5      | 2      | 2      | 1      | 0      |
| Häuser    | 1      | 1      |        |        | 2      | 2      | 1      | 1      | 1      |        | 1      |
| Quelle    | [ 16 ] | [ 17 ] | [ 18 ] | [ 19 ] | [ 20 ] | [ 21 ] | [ 22 ] | [ 23 ] | [ 24 ] | [ 25 ] | [ 1 ]  |

## Religion
Der Ort ist seit der Reformation evangelisch-lutherisch geprägt und bis heute nach St. Laurentius (Flachslanden) gepfarrt. Die Einwohner römisch-katholischer Konfession sind nach St. Dionysius (Virnsberg) gepfarrt.